# Пустошь (фильм)
«Пустошь» (англ. Wasteland) — американский порнофильм 2012 года, снятый киностудией Elegant Angel, с Лили Картер и Лили Лабо в главных ролях, сценарист и режиссёр — Грэхем Трэвис (Graham Travis). Фильм был высоко оценен в порноиндустрии и получил несколько наград, включая премию AVN за лучший фильм в 2013 году.

## Сюжет
Анна (Лили Картер) и Джеки (Лили Лабо) были лучшими подругами в старшей школе в Тусоне (Аризона), но не видели друг друга пять лет. Анна застенчивая, неуклюжая и замкнутая, а Джеки общительна, гедонистична, но неуравновешенна. Эта пара — неправдоподобная дружба, они чувствуют свою непохожесть, но именно это чувство разобщило их, когда Джеки перебралась в Лос-Анджелес. Анна едет на автобусе в Лос-Анджелес, чтобы навестить её, и подруги проводят день вместе. Позже, вечером, они отправляются в ночной клуб, где Джеки занимается сексом с мужчиной в туалете, свидетелем чего является Анна. Позже Джеки мастурбирует случайному прохожему в переулке. Она заставляет Анну делать то же самое, несмотря на то, что ей некомфортно.
Когда они возвращаются домой, Джеки извиняется. Анна начинает целовать её, и пара занимается сексом. Затем они проводят время, играя в Go Fish (карточная игра), пьют текилу и танцуют медленный танец. Они обсуждают, как скучали друг по другу, но ясно, что Джеки было гораздо легче. Анна говорит, что она всегда будет подругой Джеки, но та отвергает это утверждение как неправдоподобное. Анна откладывает разговор. Они отправляются в спальню и снова занимаются любовью. Джеки говорит, что иногда чувствует, что с ней что-то не так.
Две женщины проводят время в бассейне, но впоследствии их разговор становится напряжённым. Анна признаётся, что отчасти была рада, когда Джеки уехала, из-за её непостоянства. Джеки злится на то, что Анна не разговаривала с ней в течение пяти лет, и обвиняет её в том, что её не было рядом, когда Джеки нуждалась в ней.
Посредством флешбэка показано, что ранее Джеки соблазнила кого-то, кто нравился Анне, что причинило ей боль. Джеки спрашивает Анну, зачем та приехала к ней. Выясняется, что родители Анны погибли в пожаре, когда ей было 3 года, и с тех пор её воспитывала бабушка, но теперь она умирает, и Анна боится, что, когда это случится, она останется одна в мире. Джеки — единственный человек в мире, с которым она действительно связана.
Джеки приводит Анну в клуб свингеров, в котором работает. Сначала Джеки бросает Анну на произвол судьбы, говорит, что найдёт её через несколько минут. Анна переживает страстную встречу с танцовщицей (Лиза дель Сьерра), а затем находит Джеки в комнате, полной мужчин, где та участвует в гэнгбэнге.
Утром у Анны звонит телефон, и она узнаёт, что её бабушка умерла. Она уходит, не попрощавшись с Джеки, и садится на такси до вокзала.

## В ролях
- Лили Картер — Анна
- Лили Лабо — Джеки
- Эллис МакИнтайр (Ellis McIntyre) — Элис
- Барбара — бабушка
- Мануэль Феррара — Мануэль Феррара
- Ксандер Корвус — Эрик

Также снимались:
Лиза дель Сьерра, Сара Шевон, Прокси Пейдж (Proxy Paige), Тиффани Долл, Sparky Sin Claire, Мик Блу, Дэвид Перри (David Perry), Sparky, Тони Рибас, Рамон Номар, Eric John, Брайан Стрит Тим (Brian Street Team).

## Критика
Драма была очень хорошо принята и получила ряд наград благодаря своему «стимулирующему сочетанию долгих крупных планов и широких внешних кадров, передающих пульс ночного города».

## Награды и номинации
| Год  | Церемония                                                 | Результат | номинация                                                   | Получатель(-и)                                                                       |
| ---- | --------------------------------------------------------- | --------- | ----------------------------------------------------------- | ------------------------------------------------------------------------------------ |
| 2012 | Los Angeles International Underground Film Festival Award | Победа    | Best Narrative Feature                                      | н/д                                                                                  |
| 2012 | Los Angeles International Underground Film Festival Award | Победа    | Лучшая актриса                                              | Лили Картер                                                                          |
| 2013 | AVN Award                                                 | Победа    | Лучшая актриса                                              | Лили Картер                                                                          |
| 2013 | AVN Award                                                 | Номинация | Лучшая актриса                                              | Лили Лабо                                                                            |
| 2013 | AVN Award                                                 | Победа    | Лучшая кинематография                                       | Alex Ladd, Carlos D. и Мэйсон                                                        |
| 2013 | AVN Award                                                 | Победа    | Лучший режиссёр — полнометражный фильм                      | Graham Travis                                                                        |
| 2013 | AVN Award                                                 | Победа    | Лучшая драма                                                | н/д                                                                                  |
| 2013 | AVN Award                                                 | Номинация | Best DVD Extras                                             | н/д                                                                                  |
| 2013 | AVN Award                                                 | Победа    | Лучший монтаж                                               | Graham Travis                                                                        |
| 2013 | AVN Award                                                 | Номинация | Лучшая лесбийская сцена                                     | Лили Картер и Лили Лабо                                                              |
| 2013 | AVN Award                                                 | Номинация | Лучшая групповая сцена                                      | Лили Картер, Лили Лабо, Мик Блу, Дэвид Перри (David Perry), Рамон Номар и Тони Рибас |
| 2013 | AVN Award                                                 | Номинация | Лучший саундтрек                                            | н/д                                                                                  |
| 2013 | AVN Award                                                 | Номинация | Лучшая оральная сцена                                       | Лили Картер и Лили Лабо                                                              |
| 2013 | AVN Award                                                 | Номинация | Лучшая оригинальная песня за «Hear Me Out»                  | Erlisha Tamplin                                                                      |
| 2013 | AVN Award                                                 | Номинация | Лучшая общая маркетинговая кампания — индивидуальный проект | н/д                                                                                  |
| 2013 | AVN Award                                                 | Номинация | Лучшая упаковка                                             | н/д                                                                                  |
| 2013 | AVN Award                                                 | Победа    | Лучший сценарий                                             | Graham Travis                                                                        |
| 2013 | AVN Award                                                 | Победа    | Фильм года                                                  | н/д                                                                                  |
| 2013 | Erotic Lounge Award                                       | Победа    | Лучший полнометражный фильм                                 | н/д                                                                                  |
| 2013 | NightMoves Award                                          | Победа    | Лучший полнометражный фильм (выбор редакции)                | н/д                                                                                  |
| 2013 | XBIZ Award                                                | Победа    | Полнометражный фильм года                                   | н/д                                                                                  |
| 2013 | XBIZ Award                                                | Победа    | Режиссёр года — полнометражный фильм                        | Graham Travis                                                                        |
| 2013 | XBIZ Award                                                | Победа    | Лучшая актриса — полнометражный фильм                       | Лили Картер                                                                          |
| 2013 | XBIZ Award                                                | Победа    | Лучшая актриса — полнометражный фильм                       | Лили Лабо                                                                            |
| 2013 | XBIZ Award                                                | Победа    | Лучшая сцена — полнометражный фильм                         | Лили Картер, Лили Лабо, Мик Блу, Рамон Номар, David Perry и Тони Рибас               |
| 2013 | XBIZ Award                                                | Номинация | Сценарий года                                               | Graham Travis                                                                        |
| 2013 | XBIZ Award                                                | Номинация | Лучшая кинематография                                       | Alex Ladd, Carlos Dee и Мэйсон                                                       |
| 2013 | XBIZ Award                                                | Номинация | Best Art Direction                                          | н/д                                                                                  |
| 2013 | XBIZ Award                                                | Номинация | Лучшая музыка                                               | н/д                                                                                  |
| 2013 | XBIZ Award                                                | Номинация | Лучший монтаж                                               | Graham Travis                                                                        |
| 2013 | XRCO Award                                                | Победа    | Лучший релиз                                                | н/д                                                                                  |
| 2013 | XRCO Award                                                | Победа    | Лучшая актриса                                              | Лили Картер                                                                          |
| 2013 | XRCO Award                                                | Номинация | Лучшая актриса                                              | Лили Лабо                                                                            |